# دانی که چیست دولت دیدار یار دیدن
غزلی با مطلع «دانی که چیست دولت دیدار یار دیدن»، غزل شمارهٔ ۳۹۲ از دیوانِ حافظ در تصحیحِ محمد قزوینی و قاسم غنی است.

## مفهوم و درون‌مایه
== وزن == مستفعلن فعولن مستفعلن فعولن

## در اجراها
غلامحسین بنان در برنامهٔ شمارهٔ ۲۵۲ از مجموعهٔ گل‌های رنگارنگ این غزل را در آوازِ بیات اصفهان و نوذر در برنامهٔ شمارهٔ ۲۲۴ از مجموعهٔ برگ سبز این غزل را در دستگاهِ سه‌گاه اجرا کرده‌اند.